# Christiane Hörbiger
Christiane Hörbiger (Bécs, 1938. október 13. – Bécs, 2022. november 30.) osztrák színésznő.

## Élete
Attila Hörbiger osztrák–magyar színész (1896–1987) és Paula Wessely osztrák színésznő (1907–2000) leányaként született. Nővére Elisabeth Hörbiger (*1936), húga Maresa Hörbiger (*1945) színésznők. 
Első, Wolfgang Glück (*1929) rendezővel kötött házassága (1962–1967) után hozzáment Rolf R. Bigler (1930–1978) svájci újságíróhoz.

## Filmjei

### Mozi
| Év   | Magyar cím           | Eredeti cím                    | Szerep               | Megjegyzések       |
| ---- | -------------------- | ------------------------------ | -------------------- | ------------------ |
| 1955 |                      | Der Major und die Stiere       | Marie Kolterner      |                    |
| 1955 |                      | Die Wirtin zur Goldenen Krone  | Lore                 |                    |
| 1956 |                      | Kronprinz Rudolfs letzte Liebe | Maria von Vetsera    |                    |
| 1956 |                      | Der Meineidbauer               | Marei Roth           |                    |
| 1957 |                      | Der Edelweißkönig              | Veverl               |                    |
| 1958 |                      | Immer die Radfahrer            | Angelika Zander      |                    |
| 1961 |                      | Der Bauer als Millionär        | Lottchen             |                    |
| 1964 |                      | Der Verschwender               |                      |                    |
| 1972 |                      | Mensch ärgere dich nicht       | Glöckner kisasszony  |                    |
| 1972 |                      | Hauptsache Ferien              | Ursula Kannenberg    |                    |
| 1972 |                      | Versuchung im Sommerwind       | Renate               |                    |
| 1979 |                      | Victoria                       | Victoria anyja       |                    |
| 1991 |                      | Herr Ober!                     | rau Held             |                    |
| 1992 | Istók                | Schtonk!                       | Freya von Hepp       |                    |
| 1993 |                      | Probefahrt ins Paradies        | Ursula nőver         |                    |
| 1994 |                      | Tafelspitz                     | Karoline Gschwantner |                    |
| 1994 |                      | Alles auf Anfang               | Lore Kuballa         |                    |
| 1996 |                      | Diebinnen                      | Klara Herzog         |                    |
| 1997 |                      | Hunger – Sehnsucht nach Liebe  | Laura anyja          |                    |
| 2001 |                      | Die Gottesanbeterin            | Trixi Jancik         |                    |
| 2004 | A legelő hősei       | Home on the Range              |                      | német szinkronhang |
| 2006 | Hotzenplotz, a rabló | Der Räuber Hotzenplotz         | nagyanya             |                    |

### Televízió
| Év        | Magyar cím               | Eredeti cím                          | Szerep                          | Megjegyzések                            |
| --------- | ------------------------ | ------------------------------------ | ------------------------------- | --------------------------------------- |
| 1962      | Egy éj Velencében        | Eine Nacht in Venedig                |                                 |                                         |
| 1963      |                          | Leutnant Gustl                       | Anna Riedl                      |                                         |
| 1965–1966 |                          | Donaugeschichten                     | Christine „Christl“ Müller      | sorozat, 13 epizód                      |
| 1982      |                          | Ein Kleid von Dior                   | Eileen Matthews                 |                                         |
| 1984      |                          | Donauwalzer                          | Judith Lichtenberg              |                                         |
| 1986      | Az Öreg                  | Der Alte                             |                                 | sorozat, egy epizód                     |
| 1987–1990 | A Guldenburgok öröksége  | Das Erbe der Guldenburgs             | Christine Gräfin von Guldenburg | sorozat, 40 epizód                      |
| 1988–1997 | Derrick                  | Derrick                              |                                 | sorozat, négy epizód                    |
| 1990      | Az Öreg                  | Der Alte                             |                                 | sorozat, egy epizód                     |
| 1994      | Rex felügyelő            | Kommissar Rex                        |                                 | Endstation Wien epizód                  |
| 1996      |                          | Alte Liebe – Neues Glück             | Marianne Mühlhuber              |                                         |
| 1997      |                          | Weißblaue Geschichten                |                                 | sorozat, 53. epizód                     |
| 1997      |                          | Lamorte                              | Mona                            |                                         |
| 1997      |                          | Ein Schutzengel auf Reisen           | Sonja Schretter                 |                                         |
| 1998      |                          | Letzte Chance für Harry              | Daniela Koch                    |                                         |
| 1998–2003 |                          | Julia – Eine ungewöhnliche Frau      | Dr. Julia Laubach               | sorozat, 63 epizód                      |
| 2000      | Schimanski visszatér     | Schimanski                           | Simone Popp                     | sorozat, 1 epizód                       |
| 2005      |                          | Hengstparade                         | Hella Fischer                   |                                         |
| 2006      |                          | Die Frau im roten Kleid              | Ines Kupfer                     |                                         |
| 2006      |                          | Heute fängt mein Leben an            |                                 |                                         |
| 2006–2009 |                          | Zwei Ärzte sind einer zu viel        | Anna Louise Albrecht            | 5 epizód                                |
| 2008      | Az öreg hölgy látogatása | Der Besuch der alten Dame            | Claire Zachanassian             | Az öreg hölgy látogatása színmű alapján |
| 2011      |                          | Die lange Welle hinterm Kiel         | Margarete Kämmerer              |                                         |
| 2011      |                          | Meine Schwester                      | Katharina Wallner               |                                         |
| 2012      |                          | Oma wider Willen                     | Henriette Dietrichstein         |                                         |
| 2012      |                          | Die kleine Lady                      | A grófnő                        |                                         |
| 2013      |                          | Schon wieder Henriette               | Henriette Frey                  |                                         |
| 2015      |                          | Auf der Straße                       | Hanna Berger                    |                                         |
| 2018      |                          | Die Muse des Mörders                 | Madeleine „Mado“ Montana        |                                         |
| 2018      |                          | Einmal Sohn, immer Sohn              | Lilo Maertens                   |                                         |
| 2018      |                          | Die Professorin – Tatort Ölfeld      | Adelgunde „Gundi“ Kramer        |                                         |
| 2019      |                          | Stadtkomödie – Der Fall der Gerti B. | önmaga                          | 6. epizód                               |

## Fordítás
- Ez a szócikk részben vagy egészben  a   Christiane Hörbiger című német Wikipédia-szócikk fordításán alapul.  Az eredeti cikk szerkesztőit annak laptörténete sorolja fel. Ez a jelzés csupán a megfogalmazás eredetét és a szerzői jogokat jelzi, nem szolgál a cikkben szereplő információk forrásmegjelöléseként.